# Сибирска каменоломка
Сибирската каменоломка (Saxifraga sibirica) е вид покритосеменно растение от семейство Каменоломкови (Saxifragaceae). Те са многогодишни тревисти растения, произхождащи от Евразия. 
Според някои източници азиатската каменоломка (Saxifraga mollis) е синонимно име на вида, според други източници азиатската е подвид на сибирската каменоломка.
Азиатската каменоломка е застрашен вид в България, включен в Червената книга на България и в Закона за биологичното разнообразие.

## Описание
Стъблото е изправено и високо между 4 и 20 см. Листата са последователно разположени и различни по форма – в основата са клиновидно стеснени с дръжки, до средата на стъблото са длановидни и на дялове, с по-къси дръжки, връхните листа са яйцевидноланцетни и цели. Цветовете са между 2 и 5, оформени в метлицовидни съцветия. Чашелистчетата са 5, сраснали в основата и под формата на удължени елипси. Венчелистчетата са 5, бели с зеленикави жилки, с удължена яйцевидна форма, до 3–4 пъти по-дълги от чашката. Тичинките са 10 с жълти прашници. Плодът е яйцевидна кутийка, съдържаща тъмнокафевите семена. Размножава се със семена и луковички.
Използват се като градински декоративни растения.

## Разпространение и местообитания
Сибирската каменоломка е разпространена в Разпространен е в Сибир, Европа, Северна и Централна Азия. Расте по единични скали, скални комплекси, каменисти и тревисти места в границите на дъбовия пояс.
В България се среща в Родопите (Момчилград, Студен кладенец, местн. Железни врата, местн. Калето край Бяла река), Тунджанска хълмиста равнина (Сакар и Дервишка могила); от 250 до 600 м н. в. Популациите се характеризират с ограничена площ и ниска численост. Популацията при с. Студен кладенец има численост около 100 индивида, а тази в местн. Калето край Бяла река наброява 12 индивида.